# マリオ・シェトナン
マリオ・シェトナン(Mario G.Schjetnan)はメキシコを代表する造園家・ランドスケープアーキテクトである。

## 経歴
1945年、メキシコシティ生まれ。メキシコ国立自治大学UNAMで建築を専攻し、1968年に卒業した。
1970年にはカリフォルニア大学バークレー校の都市デザイン学科に進学してランドスケープの修士号MLAを取得。 1985年にGSD:ハーバード大学デザイン大学院に進学し、高度な環境研究ローブフェローに任命される。
その後、ホセ・ルイス・ペレスと共にメキシコシティでランドスケープ、建築と都市デザインプロジェクトに取り組む都市デザイングループ（UDG）を1977年に設立し、創業者パートナーとなる。作品は、いくつかの異なる条件下で造園家のアメリカ界にも認識されている。
ルイス・バラガンやローレンス・ハルプリンに影響を受ける。
現在母校ハーバード大学、カリフォルニア大学バークレー校でも客員で教鞭をとっている。
1999年から2001年まではアリゾナ大学ツーソンでのランドスケープ建築学科のディレクターだった。
代表作にテソソモク公園（1982年）、マリナルコ・ハウス、ワトゥルコのタンゴルンダ・ゴルフコース、マヤパレスゴルフ・ロスカボス（Mayan Palace Golf Los Cabos）などがあり、1530年にスペイン国王に捧げたメキシコシティのチャプルテペック公園噴水のプロムナード で、2008年ASLAデザイン賞受賞。ソチミルコ生態公園（1993年）でウェールズグリーン都市環境デザイン賞受賞。